# Aeroporto di Ginevra-Cointrin
L'aeroporto di Ginevra-Cointrin (in francese: aéroport de Genève-Cointrin) (IATA: GVA, ICAO: LSGG) è un aeroporto civile situato nella Svizzera Francese e ubicato a Le Grand-Saconnex, a 5 km dal centro di Ginevra; la struttura è collegata ad essa da linee di autobus e dalla ferrovia che serve la stazione di Ginevra Aeroporto.
L'aeroporto è utilizzato come hub dalla compagnia aerea easyJet Switzerland e come hub secondario da Swiss International Air Lines. Nel 2011 ha sviluppato un traffico di 13.130.222 passeggeri, con un incremento del 10,5% rispetto al 2010.
La struttura ospita al suo interno l'International Air Transport Association (IATA) ed è la sede principale dell'Airports Council International (ACI).
Insieme a Zurigo e Basilea è uno dei tre aeroporti nazionali svizzeri.

## Dati tecnici
L'aeroporto ha una pista principale, più una minore e parallela, utilizzata da aerei da turismo.

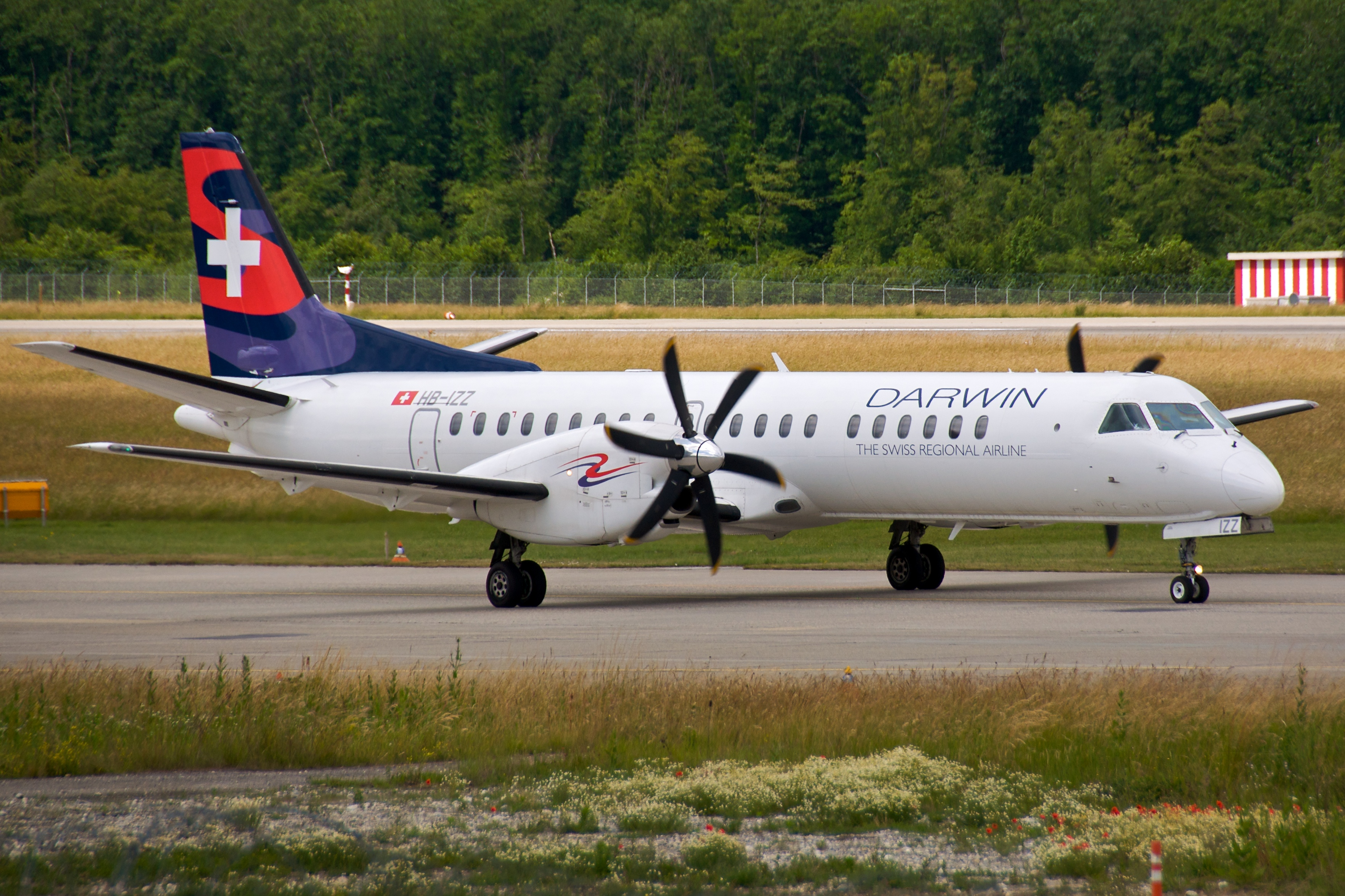
Un Saab 2000 della compagnia Darwin Airline a Ginevra-Cointrin.

## Servizi
L'aeroporto dispone di un solo terminale con servizi aeroportuali (ad es. ufficio di cambio, armadietti portabagagli, deposito bagagli), autonoleggio (es. Europcar, Hertz, Avis, Budget, National, Alamo, Sixt), parcheggio (P1 long term, P20 French Sector, P31-32-33 CFF station, P51 long term, P2 arrival, P3 departure) e servizio taxi (es. Coopérative Taxis, AA New Cab SA, Taxi-Phone Centrale SA Genève).

## Controversie
Il contributo dell'aeroporto all'economia e la sua nocività sono oggetto di dibattito politico e pubblico. Gli abitanti e i comuni limitrofi si oppongono alla sua crescita, soprattutto a causa del rumore causato dagli aerei.
La comunità imprenditoriale, da parte sua, ha creato un'associazione per difendere l'aeroporto, AERIA+. Tra i suoi membri figurano la Fédération des Entreprises Romandes Genève, il Centre patronal e le Camere di commercio e industria di Ginevra e Vaud.